# Enganyapastors europeu
L'enganyapastors, covaterra, bocatxo o escloper (Caprimulgus europaeus) és una espècie d'ocell de la família dels caprimúlgids que és capvespral o nocturn.

## Morfologia
Fa 25 cm de llargària i pot arribar a 100 g de pes.
La cua és llarga i pot atènyer fins a 138 mm.
El tars és curt (de 17 a 19 mm) i les extremitats són proveïdes de quatre dits, un dels quals és lateral en relació amb els altres.
Les ales són estretes i llargues i poden fer fins a 20,3 cm.
Els mascles presenten taques blanques a les plomes primàries de les ales i a les marginals de la cua, tret que és visible quan vola, sobretot en els vols nupcials. Aquestes clapes blanques, però, són inexistents en les femelles.
El seu plomatge exhibeix una de les coloracions més homocromes que podem trobar entre els exemplars de l'avifauna dels Països Catalans. Efectivament, la seua lliurea és formada per una bigarrada combinació de colors que van des del gris brunenc del fons, amb tons ocracis rosats, fins al bru rogenc, combinat amb fines taques negres i brunes al dors. Al dessota hi ha ratlles travesseres de color bru fosc. Presenta també taques brunes i grises a les ales i un barrat de negre a les plomes timoneres.
La gola mostra una clapa blanca molt característica.
El seu cap és ample i aixafat.
Els ulls són foscos, grossos i lleugerament el·líptics.
El bec és curt, però la boca adquireix proporcions desmesurades i és proveïda de cerres, que empra per a cercar insectes i capturar-los en el vol.

## Taxonomia
L'enganyapastors de Vaurie, una espècie descrita per un únic exemplar, és avui considerada un sinònim de la subespècie Caprimulgus europaeus plumipes arran treballs com ara Kirwan et Schweizer, 2020.

## Costums
Quan es posa a terra s'aclofa, encongeix el cap i acluca els ulls. Aleshores, pel seu plomatge, resulta extraordinàriament mimètic.
Si es posa a les branques, ho fa sempre en sentit longitudinal, la qual cosa afavoreix el seu mimetisme.
Normalment, però, es troba a terra, on és trepitjat i aixafat, força sovint, pels automòbils.
Solca l'aire amb un vol silenciós, amb freqüents vinclatges. Mentre dura el zel, el mascle, quan vola, fa xocar les ales bo i provocant un soroll molt característic.
El cant és emès al capvespre o a la nit, i és greu, llarg i amb alt i baixos.
Generalment solitari, migra a la nit formant grups.

## Hàbitat
Habita en bosquines, boscos amb sotabosc i prop dels conreus. També es troba en els ribatges dels rius.
Durant l'estiu és freqüent a la Catalunya Central.
Hiverna a l'Àfrica tropical.
Sovinteja a les zones ramaderes, on cerca insectes, la qual cosa ha originat la creença, totalment errònia, segons la qual l'enganyapastors popa la llet del bestiar.

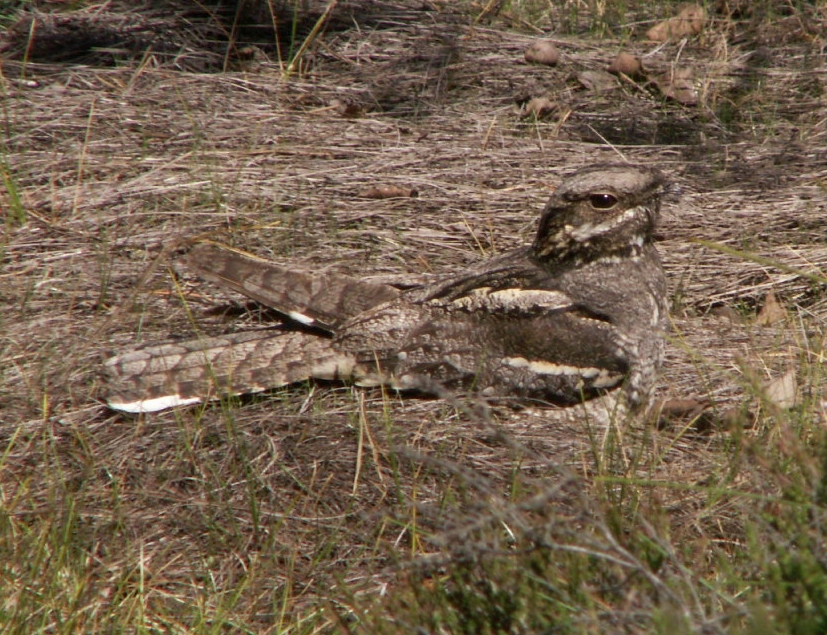
Enganyapastors mimetitzat amb el seu entorn.

## Reproducció

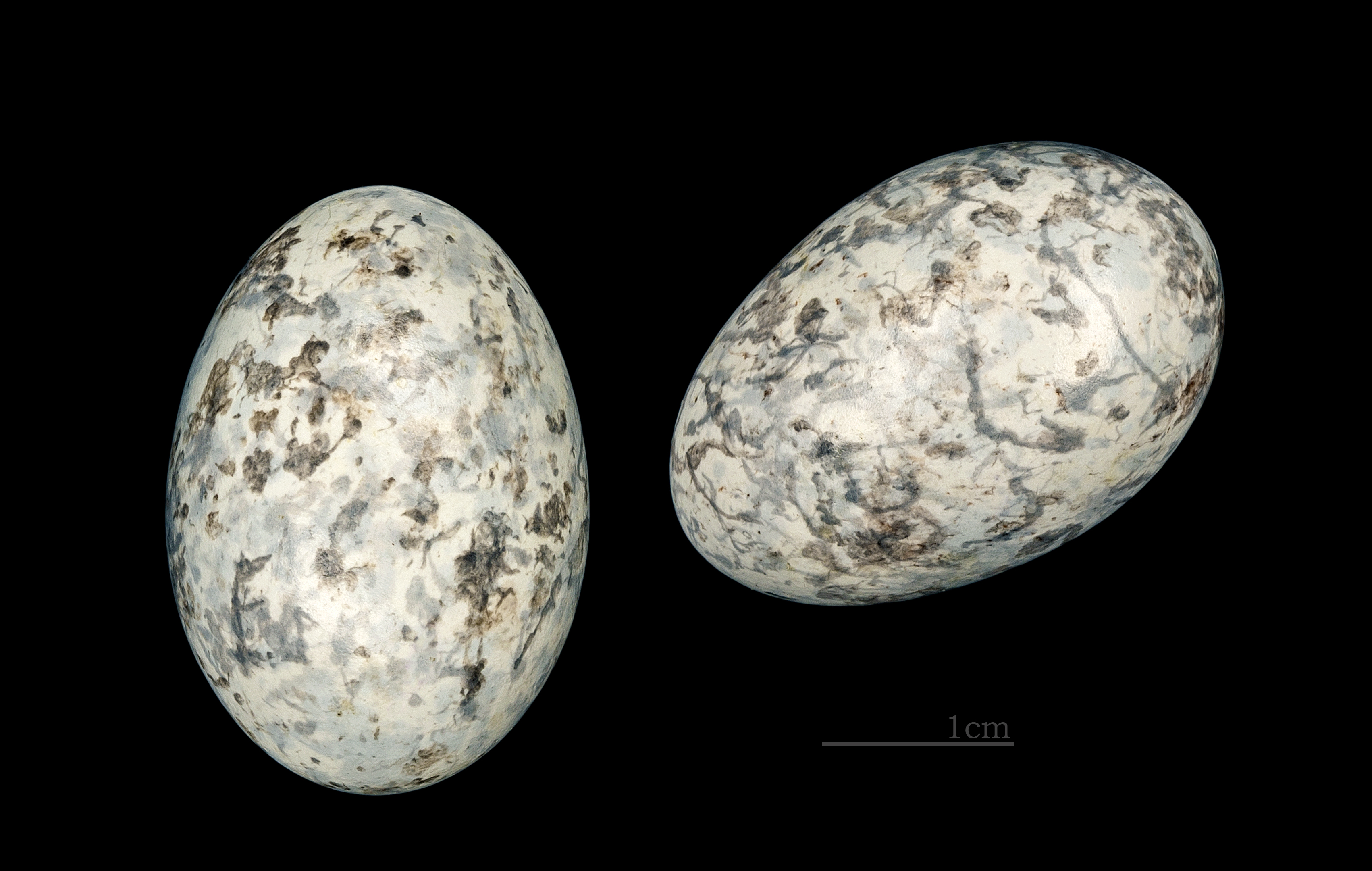
Caprimulgus europaeus

Nia a terra, aprofitant alguna depressió que supleix el niu.
La posta consta generalment de dos ous de color gris o bé tacats. Sol pondre dos cops l'any.
La incubació la duen a terme tant el mascle com la femella, bé que aquesta darrera ho fa principalment de dia.
Els polls són seminidífugs.